# Ceanothus maritimus
Ceanothus maritimus là một loài thực vật có hoa trong họ Táo. Loài này được Hoover mô tả khoa học đầu tiên năm 1953.